# 영국 아시아 항공
영국 아시아 항공(영어: British Asia Airways, 중국어: 英亚航空)은 영국항공의 자회사로 1993년에 설립했다. 주 운항 노선은 중화민국을 기점으로 해서 런던에서 타이베이와 홍콩에 취항했다.
정치적으로 민감한 상황 때문에 중화인민공화국이 국영 항공사가 운행하는 항공편을 통해 중화민국에 취항하는 것을 허용하지 않았다. 보유 기종은 보잉 747-400으로
특별한 도색을 적용했으며 영국의 국기 대신 한자 영아(英亞)를 사용하였다. 또한 타이베이와 홍콩 노선을 취항했으며 코드는 BR을 사용했다. BR의 경우 현재 사용중인 에바 항공의 IATA 부호이자 2000년에 없어진 영국 칼레도니아 항공이 사용했던 코드였다. 영국 아시아 항공은 2001년 12월을 끝으로 비행을 중지한 후 사실상 소멸했다.

## 같이 보기
- 일본 아시아 항공
- KLM 아시아
- 스위스 항공 아시아
- 오스트레일리아 아시아 항공